# Championnats du monde de cyclisme UCI
Pour un article plus général, voir Championnat du monde de cyclisme.
Les Championnats du monde de cyclisme UCI, en anglais UCI Cycling World Championships, sont une compétition créée en 2023 et organisée par l'UCI, qui regroupe un ensemble de championnat du monde de cyclisme à travers différentes disciplines de cyclisme .
À compter de 2023, sont organisés tous les quatre ans, au cours des années pré-olympiques, les « Championnats du monde de cyclisme UCI » qui rassemble en un même lieu treize championnats du monde de cyclisme. La première édition a lieu en août 2023 à Glasgow.

## Editions
| Année | Pays hôte   | Ville        |
| ----- | ----------- | ------------ |
| 2023  | Royaume-Uni | Glasgow      |
| 2027  | France      | Haute-Savoie |

## Les différents championnats
Treize championnats du monde sont au programme de la première édition en 2023 :
- BMX Freestyle Flatland
- BMX Freestyle Park
- BMX Racing
- Cyclisme en salle (Indoor Cycling)
- Cyclisme sur piste (Track Cycling)
- Cyclisme sur route (Road)
- Gran Fondo
- Paracyclisme sur piste (Para-cycling Track)
- Paracyclisme sur route (Para-cycling Road)
- Trial (Trials)
- VTT Cross-country (Mountain Bike Cross-country)
- VTT marathon (Mountain Bike Marathon)
- VTT de descente (Mountain Bike Downhill).

En 2027, six disciplines sont ajoutées :
- Cyclisme esport
- Cyclisme sur piste juniors (Junior Track Cycling)
- Enduro
- Gravel
- Polo-vélo
- Pump track.